# Me’ir Jacob Kister
Me’ir Jacob Kister, hebr. מאיר יעקב קיסטר (ur. 16 stycznia 1914 w Mościskach, zm. 16 sierpnia 2000 w Jerozolimie) – izraelski arabista.

## Życiorys
Był synem Menachema Kistera, biblisty. Urodził się w galicyjskich Mościskach na obszarze Austro-Węgier. Był bratem Jicchaka (1905-1992, prawnik i sędzia).
Uczęszczał do polskiego Państwowego Gimnazjum im. Królowej Zofii w Sanoku, następnie do hebrajskiego gimnazjum w Przemyślu. Od 1932 przez rok studiował prawo na Wydziale Prawa Uniwersytetu Jana Kazimierza we Lwowie. Po przeprowadzce do Warszawy pracował w Towarzystwie Wydawniczym „Rój”. W 1937 został partnerem domu wydawniczego „Lektura”.
W 1939 przybył do Palestyny. Jego rodzice ponieśli śmierć w II wojnie światowej. Od 1940 studiował na Uniwersytecie Hebrajskim w Jerozolimie. W tym czasie dokonywał przekładów z arabskiego na polski na rzecz rządu polskiego na uchodźstwie. Od 1945 do 1946 był attaché prasowym w Bejrucie i Damaszku dla polskiego rządu. Od 1946 do 1958 uczył języka arabskiego w szkole ha-Reali ha-Ivri w Hajfie.
W 1949 otrzymał tytuł Master of Arts, w 1964 uzyskał tytuł doktora. Był wykładowcą na Uniwersytecie Hebrajskim. W 1970 otrzymał tytuł profesora. Był współzałożycielem zakładów arabistyki na Uniwersytecie w Tel Awiwie w 1969 oraz na Uniwersytecie w Hajfie. W 1983 odszedł na emeryturę.
W 1975 został członkiem Izraelskiej Akademii Nauki. W 1981 otrzymał Nagrodę Izraela w dziedzinie lingwistyki i orientalizmu arabskiego. W 1984 został członkiem Bawarskiej Akademii Nauk. W 1988 otrzymał Nagrodę Rothschilda w kategorii humanistyki, a w 1992 Nagrodę Solomona Bublika.
Jego żona była nauczycielką języka hebrajskiego i arabskiego w liceum, a ich syn Menachem (ur. 1957) został badaczem i profesorem literatury Drugiej Świątyni i literatury rabinicznej.